# Aéroport de Niuatoputapu
L'aéroport de Niuatoputapu, également appelé aéroport de Mata'aho, est un aéroport sur l'île de Niuatoputapu aux Tonga.

## Histoire
Lors du séisme et du tsunami de 2009 aux Samoa, l'aéroport de Niuatoputapu a été endommagé et fermé temporairement. Cela a empêché le reste du pays à fournir de l'aide aux résidents de Niuatoputapu puisque de la boue et des débris rendaient la piste d'atterrissage inutilisable.

## Situation
| Vavaʻu Fuaʻamotu Niuatoputapu ʻEua Lifuka Niuafoʻou |

## Compagnies et destinations
| Compagnies | Destinations         |
| ---------- | -------------------- |
| Real Tonga | Vavaʻu et Nuku'alofa |

Édité le 07/04/2018

## Annexe